# Drittes Reich (Frege)
In dem Aufsatz Der Gedanke von 1918 des deutschen Philosophen und Mathematikers Gottlob Frege bezeichnet der Ausdruck Drittes Reich einen logischen Bereich der Realität, in dem die nach seiner Auffassung objektiven Gedanken angesiedelt sind:
„Die Gedanken sind weder Dinge der Außenwelt noch Vorstellungen.

Ein drittes Reich [im Sinne der Drei-Welten-Lehre] muß anerkannt werden. Was zu diesem gehört, stimmt mit den Vorstellungen darin überein, daß es nicht mit den Sinnen wahrgenommen werden kann, mit den Dingen aber darin, daß es keines Trägers bedarf, zu dessen Bewußtseinsinhalte es gehört. So ist z. B. der Gedanke, den wir im pythagoreischen Lehrsatz aussprachen, zeitlos wahr, unabhängig davon, ob irgendjemand ihn für wahr hält. Er bedarf keines Trägers. Er ist wahr nicht erst, seitdem er entdeckt worden ist, wie ein Planet, schon bevor jemand ihn gesehen hat, mit andern Planeten in Wechselwirkung gewesen ist.“
Mit dem Argument, dass es andernfalls keine Intersubjektivität geben könne, postuliert Frege neben dem Reich der subjektiven Vorstellungen und dem der „objektiv-wirklichen“ physischen Gegenstände noch ein „drittes Reich“: das der „objektiv-nichtwirklichen“ Gedanken. Sie werden vom Bewusstsein erfasst, aber nicht hervorgebracht.